# Franchot Tone

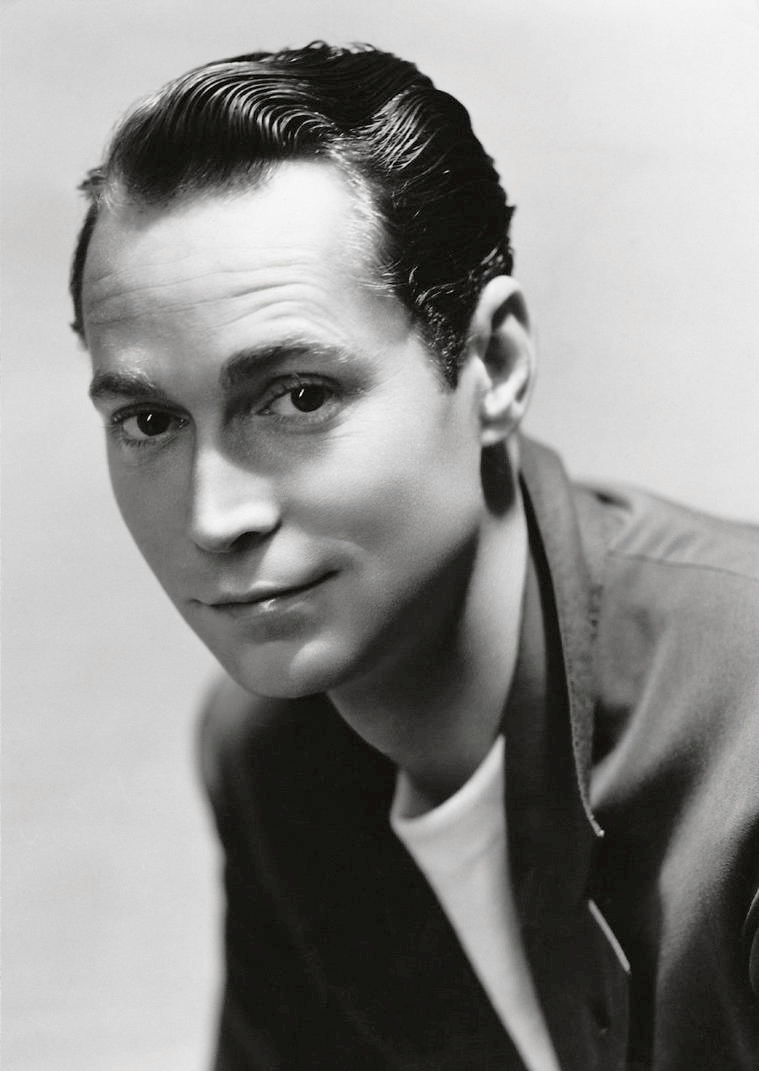
Franchot Tone (1938)

Stanislas Pascal Franchot Tone (* 27. Februar 1905 in Niagara Falls, New York; † 18. September 1968 in New York City) war ein US-amerikanischer Theater-, Film- und Fernsehschauspieler, der insbesondere in den 1930er- und 1940er-Jahren größere Bekanntheit erlangte. Für seinen Auftritt in Meuterei auf der Bounty (1935) erhielt er eine Oscar-Nominierung als bester Darsteller.

## Leben
Franchot Tone wurde in eine wohlhabende High-Society-Familie aus der Region New York geboren, sein Vater war Präsident der Carborundum Company. Mütterlicherseits war Tones Urgroßvater das Repräsentantenhaus-Mitglied Richard Franchot, außerdem war er weitläufig mit dem irischen Unabhängigkeitskämpfer Theobald Wolfe Tone verwandt. Er interessierte sich schon früh für die Schauspielerei und war während seiner Studienzeit Präsident des Theaterclubs an der Cornell University. Ursprünglich sollte Tone das Familienunternehmen übernehmen, doch er entschied sich für eine Showkarriere. Er zog nach Greenwich Village in New York und spielte bereits während der späten 1920er-Jahre am Broadway, unter anderem neben Katharine Cornell als Gräfin Olenska in der Originalproduktion des Stücks The Age of Innocence von 1928, für das Margaret Ayer Barnes den gleichnamigen Roman von Edith Wharton adaptiert hatte. Später wurde er Mitglied des berühmten Group Theatre.
Nach einigen Jahren am Broadway erhielt er 1932 einen festen Studiovertrag bei MGM in Hollywood. Sein erster Film war The Wiser Sex von Berthold Viertel, wo er neben Claudette Colbert eine Nebenrolle übernahm. Schon im folgenden Jahr gelang ihm mit Filmen wie Today We Live und Ich tanze nur für Dich der Durchbruch als Filmschauspieler, sodass er in der Folgezeit meist Hauptrollen oder größere Nebenrollen bekam. Zu seinen bekanntesten Darstellungen gehörte der Auftritt als Matrose Byam im Abenteuerklassiker Meuterei auf der Bounty (1935), für den er eine Oscar-Nominierung als bester Darsteller erhielt. Noch im selben Jahr trat er im ebenfalls höchst erfolgreichen Abenteuerfilm Bengali von Henry Hathaway auf. In seinen Filmen wurde Tone häufig mit der zweiten Hauptrolle betraut, etwa als wohlhabender Playboy oder Geliebter der weiblichen Hauptfigur, der diese am Ende nicht abbekommt.

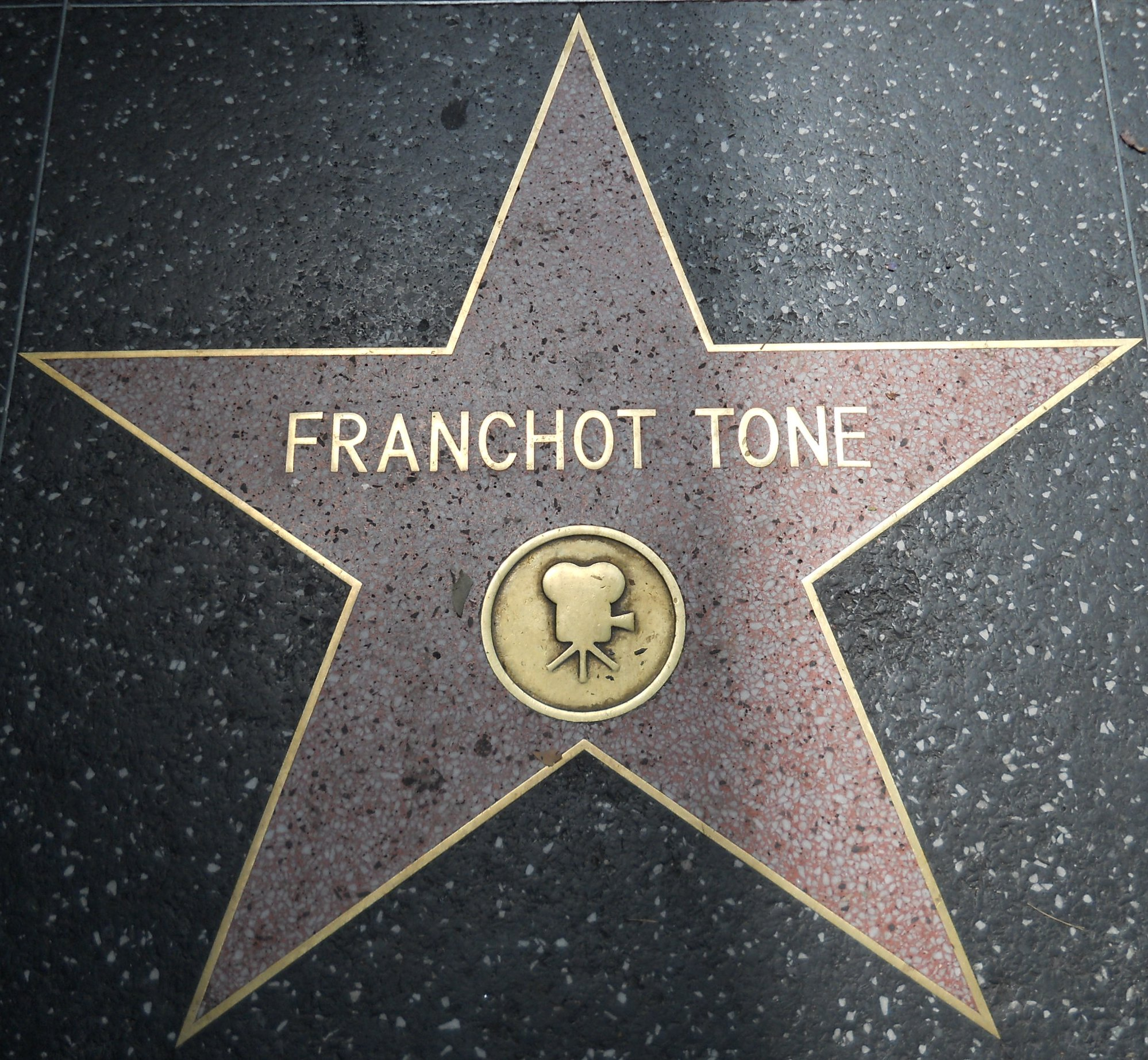
Franchot Tones Stern auf dem Hollywood Walk of Fame

In den 1940er-Jahren setzte sich seine Filmkarriere erfolgreich fort. Eine Abkehr von seinem sonst üblichen Rollenschema war die Hauptrolle in Billy Wilders Kriegsfilm Fünf Gräber bis Kairo, in dem er als einziger Überlebender einer Einheit von britischen Soldaten in einem einsamen Sahara-Hotel strandet. In Robert Siodmaks düsterem Film noir Zeuge gesucht entpuppt sich Tones Figur am Ende des Films als Mörder. Als Tone während der McCarthy-Ära in den 1950er-Jahren auf eine der berüchtigten Schwarzen Listen geriet, verließ er Hollywood und kehrte nach New York zurück. Dort spielte er unter anderem wieder am Broadway und in zahlreichen Fernsehsendungen, etwa als cholerischer Geschworener Nr. 3 in der Original-Fernsehfassung von Die zwölf Geschworenen, auf der auch der gleichnamige Filmklassiker mit Henry Fonda basiert. Auch in Serien wie Bonanza und Twilight Zone hatte er Gastauftritte. Außerdem produzierte Tone eine eigene Fassung von Anton Tschechows Onkel Wanja.
Eine späte Rückkehr nach Hollywood erfolgte 1962 als Charakterdarsteller in Otto Premingers starbesetztem Politikdrama Sturm über Washington, in dem er den charismatischen, aber todkranken US-Präsidenten spielte.

### Privatleben

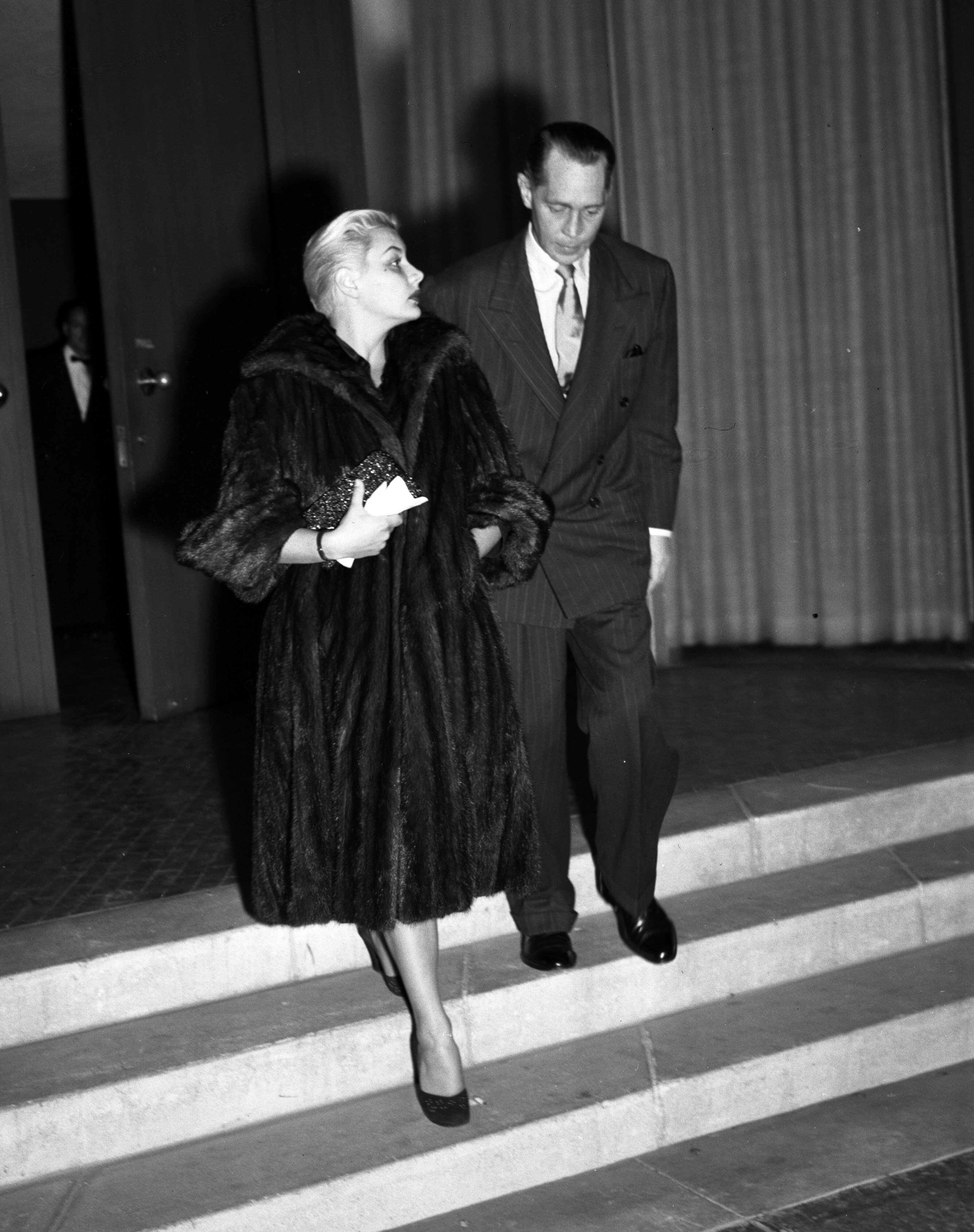
Tone mit Barbara Payton (1951)

1935 heiratete Tone den Filmstar Joan Crawford, mit der er insgesamt sieben Filme drehte. Bevor es 1938 zur Scheidung zwischen den beiden Schauspielern kam, hatte Crawford mehrere Fehlgeburten erlitten. 1941 heiratete er die Schauspielerin Jean Wallace (1923–1990), die mit ihrem Ehemann auch in zwei Filmen auftrat. 1948 endete auch diese Ehe, aus der zwei Söhne hervorgingen, in Scheidung. 
1950 heiratete Tone die junge Schauspielerin Barbara Payton (1927–1967), die unter Alkohol- und Drogensucht litt. Ein Liebesrivale im Kampf um Payton war für Tone der Schauspieler Tom Neal, der als brutal bekannt war und 1965 seine dritte Ehefrau ermordete. Es kam zum Kampf zwischen Tone und Neal, bei dem Tone zahlreiche Verletzungen erlitt und für 18 Stunden ins Koma fiel. Tone überlebte, ein Jahr später erfolgte die Scheidung von Payton. Auch Tones vierte Ehe von 1955 und 1959 mit der Schauspielerin Dolores Dorn endete in Scheidung.
Franchot Tone starb 1968 im Alter von 63 Jahren an Lungenkrebs. Für seine Filmarbeit erhielt er einen Stern auf dem Hollywood Walk of Fame.

## Filmografie (Auswahl)
- 1932: The Wiser Sex
- 1933: Today We Live
- 1933: Zwischen heut und morgen (Gabriel Over the White House)
- 1933: Midnight Mary
- 1933: Ich tanze nur für Dich (Dancing Lady)
- 1933: Sexbombe (Bombshell)
- 1933: Rückkehr aus der Fremde (The Stranger’s Return)
- 1934: Sadie McKee
- 1934: Das Leben geht weiter (The World Moves On)
- 1934: Millionäre bevorzugt (The Girl from Missouri)
- 1934: 1929 – Manhattan N.Y. (Gentlemen Are Born)
- 1935: Bengali (Lives of a Bengale Lancer)
- 1935: Meuterei auf der Bounty (Mutiny on the Bounty)
- 1935: Das Rätsel von Zimmer 309 (One New York Night)
- 1935: Dangerous
- 1935: Die öffentliche Meinung (Reckless)
- 1935: No More Ladies
- 1936: The King Steps Out
- 1936: Suzy
- 1936: The Gorgeous Hussy
- 1936: Love on the Run
- 1937: Quality Street
- 1937: Die Braut trug Rot (The Bride Wore Red)
- 1938: The Girl Downstairs
- 1938: Three Loves Has Nancy
- 1938: Three Comrades
- 1941: Nice Girl?
- 1941: This Woman Is Mine
- 1942: Star Spangled Rhythm
- 1943: Fünf Gräber bis Kairo (Five Graves to Cairo)
- 1943: Pilot ♯5
- 1943: Die Stubenfee (His Butler’s Sister)
- 1944: Zeuge gesucht (Phantom Lady)
- 1944: Dark Waters
- 1946: Ich sing’ mich in dein Herz hinein (Because of Him)
- 1947: Her Husband’s Affairs
- 1948: I Love Trouble
- 1948: Jedes Mädchen müßte heiraten (Every Girl Should Be Married)
- 1949: Jigsaw
- 1949: Der Mann vom Eiffelturm (The Man on the Eiffel Tower)
- 1951: Hochzeitsparade (Here Comes the Groom)
- 1962: Sturm über Washington (Advise and Consent)
- 1962–1966: Ben Casey (Fernsehserie, 27 Folgen)
- 1965: Erster Sieg (In Harm’s Way)
- 1965: Mickey One
- 1968: Der Haftbefehl (Nobody Runs Forever)

## Auszeichnungen
- 1936: Nominierung für den Oscar in der Kategorie Bester Darsteller für Meuterei auf der Bounty
- 1960: Stern auf dem Hollywood Walk of Fame (6560 Hollywood Blvd.)